# Прикарпатський військовий округ
Червонопрапорний Прикарпа́тський військо́вий о́круг (ПрикВО) — один з військових округів у складі Збройних сил СРСР на території Західної України та військовий округ Збройних сил України у 1991—1998 роках.
У 1998 році округ було переформовано на Західне оперативне командування (в/ч А3347), яке було остаточно розформоване в 2015 році.

## Історія
Створений 9 липня 1945 року на базі військ 4-го Українського фронту. Штаб (м. Чернівці) сформований на основі штабу 4-го Українського фронту.
1946 року Управління округу перенесли з Чернівців до Львова.
Територіально до складу Прикарпатського військового округу входили: Станіславська (з 1962 Івано-Франківська), Тернопільська, Чернівецька, Вінницька області, Закарпатська Україна (з 1946 Закарпатська область), частина Кам'янець-Подільської області (з 1954 Хмельницька) без районів Берездовського, Полонського, Шепетівського, Ізяславського і Славутського.
Перший командувач військами округа — генерал армії Єрьоменко Андрій Іванович
3 травня 1946 року округ об'єднаний з Львівським військовим округом.
До 1991 року територія округу охоплювала Волинську, Рівненську, Житомирську, Вінницьку, Хмельницьку, Тернопільську, Львівську, Івано-Франківську, Чернівецьку, Закарпатську області.
Після розпаду СРСР у 1992 році округ перейшов під юрисдикцію України і був включений до складу Збройних сил України.
У 1998 році округ було переформовано на Західне оперативне командування (в/ч А3347).

## Структура
ПрикВО до осені 1990 р. мав у своєму розпорядженні 30-ту гвардійську танкову дивізію й навчальну танкову дивізію (окружний навчальний центр). 23-тя танкова дивізія ПрикВО в 1987-88 рр., яка також була навчальною, в 1989 році була перетворена в 6065-ту базу зберігання військової техніки.
Мотострілецькими з'єднаннями ПрикВО були: 17-та гв., 24-та, 51-ша гв., 66-та гв. (окружний навчальний центр), 70-та гв., 97-ма гв., 128-ма гв., 161-ша мотострілецькі дивізії. Крім танкових і мотострілецьких дивізій ПрикВО у своєму розпорядженні мав дві артилерійські дивізії (26-та ад й 81-ша ад). Авіаційну підтримку здійснювала 14-та повітряна армія, а повітряне прикриття — 28-й корпус ППО 2-ї армії ППО.
Всього в 1990 р. в окрузі значилося приблизно 280 тис. військовослужбовців, 2400 танків, 2700 бойових броньованих машин, 1200 гармат, мінометів і РСЗВ, 370 бойових і транспортних гелікоптерів.
Станом на кінець 1990-го року військовий округ включав:
- Управління (штаб) округу — м. Львів

### З'єднання й частини окружного підпорядкування
- 420-та артилерійська бригада (кадрована) великої потужності, м. Нестерів (24 2С7 «Піон», 36 2С4 «Тюльпан»)
- 35-та ракетна бригада, Нестерів (12 ОТР 9К72 «Ельбрус»)
- 25-та зенітна ракетна бригада, Стрий (27 ЗРК 2К11 «Круг-А/М»)
- 146-й командно-розвідувальний центр, Брюховичі
- редакційно-видавнича група (іноземними мовами), Львів
- 8-ма окрема бригада спеціального призначення, Ізяслав
- 147-ма окрема радіотехнічна ордена Червоної Зірки бригада особливого призначення, Броди
- 1046-й окремий зенітний ракетний полк, Коростень
- 2286-й запасний зенітний ракетно-артилерійський полк
- 188-ма артилерійська бригада великої потужності, Ємільчине (48 2С7 «Піон»)
- 160-й реактивний артилерійський полк, Свалява (36 БМ-27 «Ураган»)
- 340-й окремий транспортно-бойовий гелікоптерний полк, Калинів (40 Мі-8)
- 383-й полк БПЛА
- 111-та змішана авіаційна ескадрилья, Броди (8 Мі-8, 2 Мі-24К, 1 Мі-24Р, 2 Мі-9)
- 114-та інженерна бригада, Гайсин (3 ІМР-2)
- 50-й інженерно-саперний полк, Самбір
- 54-й понтонно-мостовий полк, Кам'янець-Подільський (5 ІМР-2)
- 137-й інженерний полк
- 636-й окремий понтонно-мостовий батальйон
- 98-ма бригада зв'язку, Старичі (10 Р-145БМ)
- 99-та бригада зв'язку, Воля-Висоцька
- 186-й окремий полк зв'язку
- 68-ма радіотехнічна бригада, Стрий
- 224-й окремий полк радіоелектронної боротьби, Борислав
- 245-й окремий полк радіоелектронної боротьби
- 22-га бригада хімічного захисту, Самбір (49 РХМ-4)
- 300-й окремий батальйон розвідки зараження, Долина (12 К-611, 6 РХМ-4)
- 64-та бригада матеріального забезпечення (штаб)
- 84-та бригада матеріального забезпечення (штаб)
- 85-та бригада матеріального забезпечення (штаб)
- 90-та бригада матеріального забезпечення (штаб)
- 8-ма автомобільна бригада (штаб)
- 3-й окремий автомобільний полк
- 63-тя трубопровідна бригада
- 19-та медична бригада (штаб)
- 232-га дивізія охорони тилу
- 233-тя дивізія охорони тилу
- Українсько-Польський батальйон (УКПОЛБАТ) Яворів

Ремонтні підприємства окружного підпорядкування
- 390-та артилерійська ремонтна майстерня
- 1453-тя авіаційна база гелікоптерна
- 3169-й аеродром сухопутний гелікоптерного базування
- 175-й рухомий танкоремонтний завод
- 1500-та база ремонту та зберігання спеціальних засобів, Бережани (50 Р-145БМ, 1 Р-156БТР)

Склади окружного підпорядкування
- 5909-й окружний інженерний склад
- 1529-й інженерний склад, Рівне (2 ІМР-2, 6 МТ-55А)
- 4600-та база зберігання військової техніки, Дзигівка (72 МТ-ЛБ)

- 24-та мотострілецька Самаро-Ульяновська, Бердичівська, Залізна ордена Жовтневої Революції, тричі Червонопрапорна, орденів Суворова і Богдана Хмельницького дивізія, Яворів
  - управління дивізії (1 ПРП-3, 1 Р-145БМ, 1 Р-156БТР, 1 ПУ-12)
  - 7-й мотострілецький полк, Львів (138 БТР-70, 6 БТР-60, 5 БМП-2, 3 БРМ-1К, 12 Д-30, 12 МТ-ЛБ)
  - 274-й мотострілецький полк, Яворів (59 Т-72, 23 БМП-2, 6 БРМ-1К, 18 2С1 «Гвоздика», 9 МТ-ЛБ)
  - 310-й мотострілецький полк, Рава-Руська (49 Т-72, 117 БМП-2, 10 БМП-1, 6 БРМ-1К, 4 БТР-70, 12 2С1 «Гвоздика», 4 МТ-ЛБ)
  - 181-й танковий Знам'янський Червонопрапорний полк, Яворів (94 Т-72, 17 БМП-2, 1 БМП-1, 2 БРМ-1К, 12 2С1 «Гвоздика»)
  - 849-й самохідний артилерійський полк, Яворів (37 2С3 «Акація», 12 БМ-21 «Град»)
  - 257-й зенітний ракетний полк, Яворів
  - 509-й окремий протитанковий артилерійський дивізіон, Свідниця
  - 29-й окремий розвідувальний батальйон, Рава-Руська (14 БМП-2, 9 БРМ-1К, 1 БТР-80, 10 БТР-70)
  - 56-й окремий батальйон зв'язку, Яворів (8 Р-145БМ, 1 Р-156БТР, 1 ЗС88)
  - 306-й окремий інженерно-саперний батальйон, Свідниця
  - 30-й окремий батальйон хімічного захисту
  - 396-й окремий батальйон матеріального забезпечення
  - 86-й окремий ремонтно-відновлювальний батальйон
  - 66-й окремий медико-санітарний батальйон
- Всього: 202 танки, 213 БМП, 160 БТР, 79 САУ, 12 гармат, 2 міномета

- 110-й гвардійський окружний навчальний центр, Чернівці
  - 145-й гвардійський навчальний мотострілецький Будапештський полк, Чернівці (161 БМП-1)
  - 193-й гвардійський навчальний мотострілецький полк, Чернівці (7 БТР-70, 69 БТР-60
  - 195-й гвардійський навчальний мотострілецький полк, Чернівці (2 БРМ-1К, 6 Д-30)
  - 128-й гвардійський навчальний танковий полк, Сторожинець (79 Т-64, 11 Т-55, 11 Т-54)
  - 135-й гвардійський навчальний артилерійський полк, Чернівці (3 БМ-21 «Град», 4 2С12 «Сані»)
  - 1292-й навчальний зенітний артилерійський полк
  - 847-й окремий ракетний дивізіон, Чернівці
  - 1262-й окремий навчальний розвідувальний батальйон, Чернівці (16 БМП-1, 2 Р-145БМ, 1 Р-156БТР)
  - 179-й окремий батальйон зв'язку, Чернівці (10 Р-145БМ, 1 Р-156 БТР, 1 Р-137Б, 1 МП-31)
  - 74-й окремий навчальний інженерно-саперний батальйон, Руса (1 УР-67)
  - 780-й окремий навчальний автомобільний батальйон
  - 435-й окремий навчальний ремонтно-відновлювальний батальйон
- Всього: 101 танк, 177 БМП, 76 БТР, 6 гармат, 15 мінометів, 3 РСЗВ

- 119-й гвардійський окружний навчальний центр, Бердичів
  - 242-й навчальний танковий Червонопрапорний, ордена Суворова полк, Житомир (32 Т-72, 26 Т-64, 94 Т-55, 1 Т-54, 8 БМП-1, 2 БРМ-1К, 2 Р-145БМ, 1 БТР-50ПУ)
  - 254-й гвардійський навчальний танковий полк, Бердичів (33 Т-72, 3 Т-64, 82 Т-55, 2 Т-54, 8 БМП-1, 2 БРМ-1К)
  - 286-й гвардійський навчальний танковий полк, Бердичів (33 Т-72, 103 Т-55, 4 Т-54, 3 Т-62, 18 БМП-1, 9 БРМ-1К, 1 БТР-70, 4 Р-145БМ, 2 БМ-21 «Град», 2 2С1 «Гвоздика», 2 Д-30)
  - 320-й гвардійський навчальний мотострілецький полк, Бердичів (31 Т-55, 62 БМП-2, 61 БМП-1, 6 БРМ-1К)
  - 1294-й навчальний артилерійський полк, Бердичів (11 Т-55, 12 2С1 «Гвоздика», 24 2С3 «Акація», 12 БМ-21 «Град»)
  - 1295-й навчальний зенітний артилерійський полк
  - 160-й окремий навчальний батальйон зв'язку, Бердичів (1 Р-145БМ, 1 Р-156БТР, 2 БТР-50ПУ)
  - 129-й окремий навчальний інженерно-саперний батальйон, Бердичів (1 ІМР-2, 4 УР-67)
  - 41-й окремий навчальний автомобільний батальйон
  - 437-й окремий навчальний ремонтно-відновлювальний батальйон
- Всього: 766 танків, 176 БМП, 1 БТР, 38 САУ, 14 РСЗВ, 2 гармати, 4 міномети

### 66-й артилерійський корпус
- Штаб корпусу — смт Нові Білокоровичі
- 177-ма ракетна бригада, Ємільчине (12 ОТР 9К72 «Ельбрус»)
- 440-й розвідувальний артилерійський полк
- 980-й протитанковий артилерійський полк, Нестерів
- 1048-ма база зберігання майна, Турка (2 ПРП-4, 6 1В18, 2 1В19, 1 Р-145БМ)
- 1596-та база зберігання майна, Жмеринка (1 Р-145БМ)
- 382-га артилерійська ремонтна майстерня

- 26-та артилерійська Сивашсько-Штеттинська двічі Червонопрапорна, ордена Суворова дивізія, Тернопіль
  - управління дивізії (1 ПРП-3, 1 Р-145БМ)
  - 900-й гаубичний артилерійський полк, Кам'янка-Бузька (48 Д-30, 1 Р-145БМ, 3 БТР-60, 60 МТ-ЛБ)
  - 899-й важкий гаубичний артилерійський полк, Кам'янка-Бузька (48 2А65 «Мста-Б», 2 ПРП-3, 1 Р-145БМ, 2 БТР-60)
  - 897-й гарматний артилерійський полк, Тернопіль (48 2А65 «Мста-Б», 4 2С1 «Гвоздика», 9 2С3 «Акація», 6 Д-30, 1 Р-145БМ, 2 БТР-60)
  - 911-й протитанковий артилерійський полк, Дрогобич
  - 337-ма реактивна артилерійська бригада, Дрогобич (47 9А52 «Смерч», 3 9П140 «Ураган», 2 БМ-21 «Град», 3 Д-30, 2 2А36 «Гіацинт-Б», 1 2С3 «Акація», 1 2С7 «Піон», 1 Р-145БМ, 4 БТР-60)
  - 3000-на база зберігання майна, Кам'янка-Бузька (12 1В18, 4 1В19, 1 Р-145БМ)

- 81-ша артилерійська дивізія, Виноградів
  - управління дивізії (1 ПРП-4, 1 Р-145БМ
  - 874-й гаубичний артилерійський полк, Виноградів (1 ПРП-4, 1 ПРП-3, 12 1В18, 1 Р-145БМ, 60 МТ-ЛБ)
  - 983-й важкий гаубичний артилерійський полк, Хуст (48 Д-20, 1 ПРП-3, 1 Р-145БМ)
  - 301-й гаубичний артилерійський полк, Виноградів (48 2А36 «Гіацинт-Б», 1 ПРП-3, 1 ПРП-4, 1 Р-145БМ)
  - 889-й реактивний артилерійський полк, Солотвино (48 9П140 «Ураган», 1 ПРП-4, 1 Р-145БМ
  - 894-й протитанковий артилерійський полк, Хуст
  - 2994-та база зберігання майна, Хуст (1 ПРП-3, 3 1В18, 3 1В19, 1 Р-145БМ)[5]

### 8-ма танкова ордена Червоної Зірки армія
На 19 листопада 1990 р. 8-ма танкова армія мала в своєму розпорядженні 539 танків, 151 БМП і БТР, 67 гармат, мінометів і РСЗВ.
- Штаб армії — Житомир
- 199-та гвардійська ракетна Дрезденська ордена Олександра Невського бригада, Новоград-Волинський (три дивізіони ТРК «9К79 „Точка“»[6], 12 Р-145БМ)
- 138-ма зенітна ракетна бригада, Шепетівка (9К37 «Бук»)
- 441-й окремий гелікоптерний полк, Коростень (35 Мі-24, 23 Мі-8)
- 513-й окремий гелікоптерний полк, Бердичів (43 Мі-24, 21 Мі-8)
- 18-та окрема гелікоптерна ескадрилья, Житомир (7 Мі-8, 1 Мі-6, 3 Мі-24К, 3 Мі-24Р)
- 379-й окремий полк ДПЛА
- 532-й окремий понтонно-мостовий батальйон, Любомль Волинська область — 1993 р. розформований.
- 1591-й окремий інженерний дорожньо-мостовий батальйон, Новоград-Волинський (6 ІМР-2)
- 93-й окремий полк зв'язку, Житомир (9 Р-145БМ, 2 Р-409Б, 1 Р-156-Б, 1 П-241БТ, 1 ЗС88)
- 983-й окремий батальйон радіоелектронної боротьби
- 2241-й окремий батальйон радіоелектронної боротьби
- 144-й окремий батальйон хімічного захисту, Новоград-Волинський (5 РХМ-4)
- 88-ма бригада матеріально-технічного забезпечення (штаб)
- 226-й окремий ремонтно-відновлювальний батальйон

бази зберігання армійського підпорядкування
- 6066-та база зберігання майна, Новоград-Волинський (2 ПРП-4, 6 1В18, 2 1В19, 1 Р-145БМ)
- 4606-та база зберігання майна, Житомир (72 МТ-ЛБ, 1 Р-145БМ)
- 6065-та база зберігання майна, Овруч
- 23-тя танкова Будапештська Червонопрапорна, ордена Суворова дивізія, Овруч

У 1987 році дивізія була перетворена в навчальну танкову дивізію, а в 1989 — в 6065-ту базу зберігання озброєння та техніки (315 Т-55, 38 БМП-1, 15 БРМ-1К, 2 БТР-70, 12 БМ-21 «Град», 13 Р-145БМ, 3 Р-156БТР)
- 30-та гвардійська танкова Рівненська Червонопрапорна, ордена Суворова дивізія, Новоград-Волинський
  - управління (штаб) дивізії (1 ПУ-12)
  - 276-й танковий Могильовський Червонопрапорний полк, Новоград-Волинський (67 Т-72, 8 БМП-2, 2 БРМ-1К, 11 БТР-70)
  - 282-й танковий полк, Новоград-Волинський (67 Т-72, 8 БМП-2, 2 БРМ-1К, 2 БТР-70)
  - 325-й танковий Чаплинсько-Будапештський Червонопрапорний, орденів Кутузова та Богдана Хмельницького полк, Новоград-Волинський (67 Т-72, 8 БМП-2, 2 БРМ-1К, 2 БТР-70)
  - 319-й гвардійський мотострілецький Севастопольський полк, Новоград-Волинський (22 Т-72, 4 БМП-2, 2 БРМ-1К, 2 БТР-70)
  - 855-й самохідно-артилерійський полк, Новоград-Волинський (27 2С3 «Акація», 12 БМ-21 «Град», 3 ПРП-3)
  - 937-й зенітний ракетний полк, Новоград-Волинський
  - 54-й окремий розвідувальний батальйон, Новоград-Волинський (1 Т-72, 8 БМП-2, 7 БРМ-1К, 7 БТР-70, 1 Р-145БМ, 2 Р-156БТР)
  - 214-й окремий батальйон зв'язку, Новоград-Волинський (8 Р-145БМ, 1 Р-137Б)
  - 151-й окремий інженерно-саперний батальйон, Новоград-Волинський (1 ІМР-2, 2 УР-67)
  - 1043-й окремий батальйон матеріально-технічного забезпечення
  - 108-й окремий ремонтно-відновлювальний батальйон
- Всього: 224 танка Т-72, 51 БМП, 24 БТР, 27 САУ, 16 мінометів, 12 РСЗВ

### 13-та загальновійськова Червонопрапорна армія
На 19 листопада 1990 р. 13-та загальновійськова армія мала у своєму розпорядженні 621 танк, 490 БМП і БТР, 372 гармати, міномети й РСЗВ.
- управління (штаб) армії — Рівне
- (?) окремий батальйон охорони й забезпечення (5 Т-72, 22 БТР-70, 1 ЗС88)
- 38-ма ракетна бригада (8 ПУ 9К72 «Ельбрус»), Славута
- 461-ша ракетна бригада, Славута (12 ОТР 9К79 «Точка», 5 Р-145БМ)
- 62-га зенітна ракетна бригада, Любомль (9К37 «Бук»)
- 13-й артилерійський полк, Ковель (24 2С5 «Гіацинт-С», 36 2А65 «Мста-Б», 2 ПРП-3, 1 ПРП-4, 7 Р-145БМ, 45 МТ-ЛБ)
- 802-й реактивний артилерійський полк, Ковель (36 9П140 «Ураган»)
- 731-й реактивний артилерійський дивізіон (згорнуто)
- 119-й окремий гелікоптерний полк, Броди (42 Мі-24, 15 Мі-8)
- 442-й окремий гелікоптерний полк, Жовтневе (30 Мі-24, 20 Мі-8, З Мі-9)
- 119-та окрема гелікоптерна ескадрилья, Дубно (6 Мі-8, 1 Мі-6, 5 Мі-24К)
- (?) десантно-штурмовий батальйон, Дубно
- 49-й інженерний полк, Острог
- 561-й окремий інженерно-саперний батальйон, Острог (8 ІМР-2, 1 УР-67)
- 55-й окремий Петроківський Червонопрапорний полк зв'язку, Рівне (9 Р-145БМ, 1 Р-156БТР, 1 Р-137Б, 1 Р-240БТ, 1 Р-409Б)
- 53-й окремий радіотехнічний батальйон, Рівне (1 Р-145БМ)
- 21-й окремий батальйон радіоелектронної боротьби, Рівне
- 971-й окремий батальйон радіоелектронної боротьби, Рівне
- 22-й окремий батальйон хімічного захисту, Рівне
- 86-та бригада матеріального забезпечення (штаб), Рівне
- 79-й окремий навчальний медико-санітарний батальйон, Рівне
- 247-й окремий ремонтно-відновлювальний батальйон, Ізяслав
- 374-й окремий ремонтно-відновлювальний батальйон, Ізяслав

- 17-та гвардійська мотострілецька Єнакіївського-Дунайська Червонопрапорна, ордена Суворова дивізія, Хмельницький
  - 56-й гвардійський мотострілецький Віденський полк, Тульчин (31 Т-55, 4 БМП-1, 2 БРМ-1К, 1 БТР-70, 1 БТР-60, 12 ПМ-38, 4 Р-145БМ)
  - 58-й гвардійський мотострілецький полк, Хмельницький (27 Т-55, 4 БМП-1, 2 БРМ-1К, 9 БТР-70, 20 ПМ-38, 5 Р-145БМ)
  - 318-й мотострілецький полк, Хмельницький (31 Т-55, 8 БМП-1, 2 БРМ-1К, 12 ПМ-38, 5 Р-145БМ)
  - 105-й танковий полк, Хмельницький (94 Т-55, 12 БМП-1, 2 БРМ-1К, 4 Р-145БМ, 1 БТР-50ПУ[ru])
  - 90-й гвардійський артилерійський полк, Тульчин (12 БМ-21 «Град», 3 ПРП-3)
  - 1160-й зенітний ракетний полк, Хмельницький
  - 1284-й окремий протитанковий артилерійський дивізіон, Тульчин
  - 93-й окремий розвідувальний батальйон, Хмельницький (10 БМП-1, 7 БРМ-1К, 2 Р-145БМ, 1 Р-156БТР)
  - 163-й окремий батальйон зв'язку, Хмельницький (8 Р-145БМ, 2 Р-156БТР, 1 Р-137Б)
  - 42-й окремий інженерно-саперний батальйон, Хмельницький (2 УР-67)
  - 166-й окремий батальйон матеріального забезпечення
  - 25-й окремий ремонтно-відновлювальний батальйон
- Всього: 183 танки Т-55, 53 БМП, 11 БТР, 44 міномета, 12 РСЗВ

- 51-ша гвардійська мотострілецька Харківсько-Празька ордена Леніна, двічі Червонопрапорна, орденів Суворова і Кутузова дивізія, Володимир-Волинський
  - управління дивізії (1 Р-145БМ, 1 Р-156БТР)
  - 44-й гвардійський мотострілецький Сілезький Червонопрапорний, ордена Олександра Невського полк, Володимир-Волинський (31 Т-72, 11 БМП-1, 1 БТР-70, 12 ПМ-38)
  - 47-й гвардійський мотострілецький Празький Червонопрапорний, ордена Богдана Хмельницького полк, Володимир-Волинський (31 Т-72, 108 БТР-70, 6 БТР-60, 3 БМП-1, 2 БРМ-1К, 12 2С12)
  - 50-й гвардійський мотострілецький Ченстоховський Червонопрапорний полк, Володимир-Волинський (30 Т-72, 3 БМП-1, 2 БРМ-1К, 2 Д-30, 12 2С12)
  - 170-й танковий Кіровоградський Червонопрапорний полк, Володимир-Волинський (94 Т-72, 11 БМП-1, 2 БРМ-1К, 2 БТР-60)
  - 43-й гвардійський артилерійський Одерський Червонопрапорний полк, Володимир-Волинський (5 2С1 «Гвоздика», 10 2С3 «Акація», 14 БМ-21 «Град»)
  - 59-й зенітний ракетний полк, Володимир-Волинський
  - 1285-й окремий протитанковий артилерійський дивізіон, Володимир-Волинський
  - 21-й окремий розвідувальний батальйон, Володимир-Волинський (9 БМП-1, 7 БРМ-1К, 6 БТР-70, 1 Р-145БМ, 1 Р-156БТР)
  - 25-й окремий Червонопрапорний батальйон зв'язку, Володимир-Волинський (6 Р-145БМ, 2 Р-137Б)
  - 11-й окремий гвардійський інженерно-саперний Червонопрапорний батальйон, Володимир-Волинський (3 УР-67)
  - 309-й окремий батальйон матеріального забезпечення
  - 84-й окремий ремонтно-відновлювальний батальйон
- Всього: 186 танків Т-72, 50 БМП, 123 БТР, 15 САУ, 2 гармати, 36 мінометів, 14 РСЗВ

- 97-ма гвардійська мотострілецька Полтавська Червонопрапорна, орденів Суворова і Богдана Хмельницького дивізія, Славута
  - управління дивізії (1 ПРП-4, 1 Р-145БМ)
  - 289-й гвардійський мотострілецький Вісленський ордена Кутузова полк, Славута (10 Т-72, 14 БМП-1, 2 БРМ-1К, 3 БТР-70, 12 2С1 «Гвоздика», 12 ПМ-38)
  - 292-й гвардійський мотострілецький полк, Славута (10 Т-72, 85 БТР-70, 3 БТР-60, 3 БМП-1, 2 БРМ-1К, 12 2С1 «Гвоздика», 12 ПМ-38)
  - 294-й гвардійський мотострілецький полк, Славута (10 Т-72, 3 БМП-1, 2 БРМ-1К, 12 2С1 «Гвоздика», 12 ПМ-38)
  - 110-й танковий Знам'янський Червонопрапорний полк, Славута (31 Т-72, 7 БМП-1, 1 БРМ-1К, 1 БТР-70, 12 2С1 «Гвоздика»)
  - 232-й гвардійський самохідно-артилерійський полк, Славута (36 2С3 «Акація», 12 БМ-21 «Град»)
  - 1094-й зенітний артилерійський полк
  - 1287-й окремий протитанковий артилерійський дивізіон, Славута
  - 94-й окремий розвідувальний батальйон, Славута (9 БМП-1, 7 БРМ-1К, 6 БТР-70, 2 Р-145БМ, 1 Р-156БТР)
  - 141-й окремий батальйон зв'язку, Славута (7 Р-145БМ, 1 Р-137Б)
  - 110-й окремий інженерно-саперний батальйон, Славута (2 УР-67)
  - 659-й окремий батальйон матеріального забезпечення
  - 30-й окремий ремонтно-відновлювальний батальйон
- Всього: 61 танк Т-72, 51 БМП, 98 БТР, 84 САУ, 36 мінометів, 14 РСЗВ

- 161-ша мотострілецька Станіславська Червонопрапорна, ордена Богдана Хмельницького дивізія, Ізяслав
  - управління дивізії (1 Р-156БТР)
  - 57-й гвардійський мотострілецький Дунайський орденів Суворова і Кутузова полк, Ізяслав (31 Т-54, 35 БМП-1, 2 БРМ-1К)
  - 313-й мотострілецький полк, Рівне (30 Т-55, 3 БМП-1, 2 БРМ-1К)
  - 316-й мотострілецький полк, Ізяслав (31 Т-54, 3 БМП-1, 2 БРМ-1К)
  - 83-й гвардійський танковий полк, Ізяслав (28 Т-55, 66 Т-54, 14 БМП-1, 2 БРМ-1К)
  - 1036-й самохідно-артилерійський полк, Ізяслав (12 БМ-21 «Град»)
  - 1067-й зенітний ракетний полк, Ізяслав
  - 1297-й окремий протитанковий артилерійський дивізіон, Ізяслав
  - 92-й окремий розвідувальний батальйон, Ізяслав (10 БМП-1, 7 БРМ-1К, 1 БТР-70, 2 Р-145БМ
  - 925-й окремий батальйон зв'язку, Ізяслав (8 Р-145БМ, 1 Р-137Б)
  - 336-й окремий інженерно-саперний батальйон, Ізяслав (2 УР-67)
  - 660-й окремий батальйон матеріального забезпечення
  - 184-й окремий ремонтно-відновлювальний батальйон
- Всього: 186 танків Т-54/55, 80 БМП, 1 БТР, 12 РСЗВ

### 38-ма загальновійськова Червонопрапорна армія
Склад армії за післявоєнні десятиліття змінювався. Сформовані для об'єднання незабаром після Другої світової війни 13-та гвардійська Полтавська й 27-ма Черкаська механізовані дивізії в 1956 році були переформовані в танкову й мотострілецьку дивізії та вибули до складу Південної групи військ, а в управлінні військами армії було скасовано корпусну ланку.
У 1960-ті — 1980-ті роки до складу 38-ї армії входило кілька мотострілецьких дивізій, підпорядкування й кількість яких змінювалися.
На 1991 рік після перетворення в 1989 році однієї з мотострілецьких дивізій у базу зберігання озброєння та техніки (див. 5194 БЗВТ 38 А), у складі 38-ї армії залишились 70-та гвардійська Глухівська (в Івано-Франківську) й 128-ма гвардійська (в Мукачевому) мотострілецькі дивізії.
На 19 листопада 1990 р. 38-ма загальновійськова армія мала в своєму розпорядженні 413 танків, 758 БМП і БТР, 197 гармат, мінометів і РСЗВ, 40 бойових і 36 транспортних гелікоптерів армійської авіації.
- управління (штаб) армії — Івано-Франківськ
- 223-тя зенітна ракетна бригада, Теребовля (9К37 «Бук-М»)
- 596-й окремий реактивний артилерійський дивізіон (згорнуто)
- 335-й окремий гелікоптерний полк, Калинів (40 Мі-24, 24 Мі-8, 6 Мі-9)
- 488-й окремий гелікоптерний полк, Вапнярка (40 Мі-24, 25 Мі-8, 4 Мі-9)
- 96-та змішана авіаційна ескадрилья, Шипинці (5 Мі-8)
- 222-га інженерна бригада, Крива (2 ІМР-2)
- 135-й інженерный полк
- 321-й інженерный полк
- 188-й окремий полк зв'язку, Івано-Франківськ (9 Р-145БМ, 1 Р-156БТР, 1 Р-137Б, 1 П-240БТ, 1 Р-409, 1 ЗС88)
- 163-й окремий радіотехнічний полк
- 1655-й окремий радіотехнічний батальйон, Івано-Франківськ
- 17-й окремий батальйон радіоелектронної боротьби
- 583-й окремий батальйон радіоелектронної боротьби
- 87-ма бригада матеріального забезпечення (штаб)
- 89-та бригада матеріального забезпечення (штаб)
- 118-й окремий ремонтно-відновлювальний батальйон
- 711-й окремий ремонтно-відновлювальний батальйон

бази зберігання армійського підпорядкування
- 5194-та база зберігання військової техніки, Ярмолинці
- 70-та гвардійська мотострілецька Глухівська ордена Леніна, двічі Червонопрапорна, орденів Суворова, Кутузова і Богдана Хмельницького дивізія, Івано-Франківськ
  - 203-й гвардійський мотострілецький Львівський Червонопрапорний орденів Суворова і Богдана Хмельницького полк, Надвірна (31 Т-55, 4 БМП-1, 2 БРМ-1К, 3 2С3 «Акація», 12 2С12 «Сані»)
  - 205-й гвардійський мотострілецький Ясловський Червонопрапорний ордена Суворова полк, Івано-Франківськ (31 Т-55, 5 Т-64, 6 БТР-70, 4 БТР-60, 4 БМП-1, 2 БРМ-1К, 12 2С12 «Сані»)
  - 207-й гвардійський Червонопрапорний орденів Суворова і Олександра Невського мотострілецький полк, Коломия (31 Т-55, 4 БМП-1, 2 БРМ-1К, 12 БТР-60, 2 БТР-70, 12 2С12 «Сані»)
  - 104-й танковий полк, Коломия (94 Т-55, 14 БМП-1, 2 БРМ-1К)
  - 137-й гвардійський Львівський Червонопрапорний артилерійський полк, Івано-Франківськ (12 БМ-21 «Град»)
  - 1159-й зенітний ракетний полк, Крихівці
  - 1286-й окремий протитанковий артилерійський дивізіон, Івано-Франківськ
  - 91-й окремий розвідувальний батальйон, Івано-Франківськ (10 БМП-1, 6 БРМ-1К, 2 Р-145БМ)
  - 99-й окремий батальйон зв'язку, Івано-Франківськ (7 Р-145БМ, 1 Р-156БТР)
  - 77-й окремий інженерно-саперний батальйон, Коломия (3 УР-67)
  - 643-й окремий батальйон матеріального забезпечення
  - 29-й окремий ремонтно-відновлювальний батальйон
- Всього: 192 танка Т-55, 50 БМП, 24 БТР, 3 САУ, 36 мінометів, 12 РСЗВ
- 128-ма гвардійська мотострілецька Туркестанская двічі Червонопрапорна дивізія імені Маршала Радянського Союзу А. А. Гречка, Мукачеве
  - 315-й гвардійський мотострілецький Червонопрапорний полк, Берегово (30 Т-64, 139 БТР-70, 3 БТР-60, 3 БМП-1, 1 БМП-2, 2 БРМ-1К, 12 2С1 «Гвоздика»)
  - 327-й гвардійський мотострілецький Севастопольський ордена Богдана Хмельницького полк, Ужгород (27 Т-64, 142 БТР-70, 3 БТР-60, 2 БМП-1, 2 БМП-2, 2 БРМ-1К, 12 2С1 «Гвоздика», 12 ПМ-38)
  - 487-й мотострілецький полк, Мукачеве (27 Т-64, 85 БМП-2, 41 БМП-1, 2 БРМ-1К, 10 БТР-70, 12 2С1 «Гвоздика»)
  - 398-й гвардійський танковий полк, Ужгород (94 Т-64, 9 БМП-1, 5 БМП-2, 2 БРМ-1К, 3 БТР-70, 12 2С1 «Гвоздика»)
  - 331-й гвардійський самохідно-артилерійський Карпатський полк, Перечин (36 2С3 «Акація», 12 БМ-21 «Град»)
  - 102-й зенітний ракетний полк, Свалява
  - 757-й окремий протитанковий артилерійський дивізіон, Свалява
- Всього: 178 танків Т-64, 157 БМП, 300 БТР, 48 САУ, 12 мінометів, 12 РСЗВ[7]
- 287-ма навчальна мотострілецька дивізія, Ярмолинці: У 1989 році перетворена в 5194 базу зберігання військової техніки (43 Т-64, 123 БТР-70, 30 БТР-60, 36 БМП-1, 15 БРМ-1К, 12 БМ-21 «Град», 38 ПМ-38, 28 Р-145БМ, 2 Р-156БТР, 6 РХМ-4, 1 УР-67)

- 39-та окрема десантно-штурмова ордена Червоної Зірки бригада, Хирів[8]

- 38-й окремий дисциплінарний батальйон, в/ч № 75139, Яворів

## Командування

### Командувачі військ округу
- генерал армії Єрьоменко Андрій Іванович (липень 1945 — жовтень 1946),
- генерал-полковник Галицький Кузьма Микитович (жовтень 1946 — листопад 1951),
- Маршал Радянського Союзу Конєв Іван Степанович (листопад 1951 — березень 1955)
- генерал армії Батов Павло Іванович (березень 1955 — квітень 1958)
- генерал армії Гетьман Андрій Лаврентійович (квітень 1958 — червень 1964),
- генерал-полковник Лащенко Петро Миколайович (червень 1964 — серпень 1967),
- генерал-полковник Бісярін Василь Зіновійович (вересень 1967 — листопад 1969)
- генерал-полковник Обатуров Геннадій Іванович (січень 1970 — липень 1973)
- генерал армії Варенников Валентин Іванович (липень 1973 — серпень 1979),
- генерал армії Беліков Валерій Олександрович (серпень 1979 — вересень 1986),
- генерал-полковник Скоков Віктор Васильович (вересень 1986 — січень 1992)
- генерал-лейтенант Степанов Валерій Миколайович (січень 1992 — вересень 1992)
- генерал-полковник Собков Василь Тимофійович (вересень 1992 — червень 1994)
- генерал-полковник Шуляк Петро Іванович (червень 1994 — лютий 1998)

### Начальники штабу округу
- генерал-полковник Сандалов Леонід Михайлович (липень 1945 — червень 1946)
- генерал-лейтенант Городецький Микола Васильович (червень 1946 — жовтень 1946)
- генерал-лейтенант Пеньковський Валентин Антонович (січень 1947 — березень 1950)
- генерал-лейтенант Пулко-Дмитрієв Олександр Дмитрович (березень 1950 — червень 1952)
- генерал армії Маландін Герман Капітонович (червень 1952 — вересень 1953)
- генерал-полковник Костилєв Володимир Іванович (жовтень 1953 — вересень 1960)
- генерал-лейтенант Володін Микола Костянтинович (вересень 1960 — грудень 1964)
- генерал-лейтенант танкових військ Бісярін Василь Зіновійович (грудень 1964 — вересень 1967)
- генерал-лейтенант Якушин Володимир Захарович (вересень 1967 — липень 1970)
- генерал-лейтенант Малашенко Євген Іванович (липень 1970 — серпень 1973)
- генерал-майор, з квітня 1975 генерал-лейтенант Аболінс Віктор Якович (серпень 1973 — травень 1975)
- генерал-лейтенант Тягунов Михайло Олександрович (травень 1975 — травень 1980)
- генерал-лейтенант танкових військ Грачов Микола Федорович (липень 1980 — березень 1984)
- генерал-лейтенант Гусєв Петро Іванович (березень 1984 — січень 1987)
- генерал-лейтенант Шевцов Володимир Тихонович (січень 1987 — березень 1989)
- генерал-лейтенант Гурін Геннадій Миколайович (березень 1989 — грудень 1991)

### 1-ші заступники командувача військ округу
- генерал-лейтенант Семенов Іван Йосипович (серпень 1949 — грудень 1952)
- генерал-лейтенант танкових військ Обухов Віктор Тимофійович (грудень 1952 — липень 1953)
- генерал-полковник Лелюшенко Дмитро Данилович (липень 1953 — листопад 1953)
- генерал-полковник Жмаченко Пилип Феодосійович (листопад 1953 — січень 1955)
- генерал-полковник Комаров Володимир Миколайович (січень 1955 — червень 1957)
- генерал-полковник Бабаджанян Амазасп Хачатурович (січень 1958 — червень 1959)
- генерал-полковник Провалов Костянтин Іванович (червень 1959 — вересень 1962)
- генерал-полковник Лащенко Петро Миколайович (вересень 1962 — червень 1964)
- генерал-лейтенант танкових військ Аніщик Георгій Степанович (серпень 1964 — травень 1968)
- генерал-лейтенант танкових військ Обатуров Геннадій Іванович (травень 1968 — січень 1970)
- генерал-лейтенант Мельников Павло Васильович (січень 1970 — вересень 1971)
- генерал-лейтенант танкових військ Герасимов Іван Олександрович (листопад 1971 — січень 1973)
- генерал-лейтенант, з 1978 року генерал-полковник Абашин Микола Борисович (лютий 1973 — квітень 1983)
- генерал-лейтенант Калінін Микола Васильович (квітень 1983 — лютий 1985)
- генерал-лейтенант Генералов Леонід Євстахійович (квітень 1985 — 1988)
- генерал-лейтенант Чечеватов Віктор Степанович (1988 — січень 1991)
- генерал-полковник Генералов Леонід Євстахійович (січень 1991 — серпень 1991)
- генерал-лейтенант Шевцов Володимир Тихонович (серпень 1991 — 1993)

### Члени Військової ради округу (до 1991)
- генерал-полковник Мехліс Лев Захарович (липень 1945 — березень 1946)
- генерал-майор Новиков Степан Митрофанович (березень 1946 — травень 1947)
- генерал-лейтенант Крайнюков Костянтин Васильович (травень 1947 — жовтень 1948)
- генерал-лейтенант танкових військ Мельников Семен Іванович (грудень 1948 — червень 1949)
- генерал-лейтенант Сорокін Костянтин Леонтійович (липень 1949 — липень 1950)
- генерал-лейтенант Мжаванадзе Василь Павлович (липень 1950 — листопад 1953)
- генерал-лейтенант Степченко Федір Петрович (листопад 1953 — травень 1956)
- генерал-лейтенант, з 1960 року генерал-полковник Лукашин Петро Тимофійович (травень 1956 — березень 1965)
- генерал-лейтенант Мальцев Євдоким Єгорович (травень 1965 — листопад 1967)
- генерал-лейтенант Средін Геннадій Васильович (грудень 1967 — липень 1972)
- генерал-майор, з 1974 року генерал-лейтенант Фомичов Павло Васильович (липень 1972 — травень 1976)
- генерал-майор, з 1977 року генерал-лейтенант Шевкун Микола Дмитрович (травень 1976 — травень 1980)
- генерал-майор, з 1980 року генерал-лейтенант Сілаков Віктор Олексійович (травень 1980 — грудень 1983)
- генерал-полковник Гончаров Микола Васильович (грудень 1983 — грудень 1985)
- генерал-лейтенант Махов Євген Миколайович (грудень 1985 — лютий 1989)
- генерал-лейтенант Панкратов Юрій Іванович (лютий 1989 — 1991)

### Начальники Політичного управління військового округу (до 1957)
- генерал-майор Брежнєв Леонід Ілліч (липень 1945 — червень 1946)
- генерал-майор Лисицин Федір Якович (червень 1946 — лютий 1948)
- генерал-лейтенант Сорокін Костянтин Леонтійович (лютий 1948 — червень 1949)
- генерал-майор Степченко Федір Петрович (червень 1949 — листопад 1953)
- генерал-майор Колосов Микола Андрійович (грудень 1953 — грудень 1954)
- генерал-майор Зубов Василь Олексійович (грудень 1954 — березень 1957)
- генерал-майор Воронков Іван Васильович (березень 1957 — вересень 1957)

## Пам'ятні медалі, нагрудні значки
- Прикарпатский военный округ (ПрикВО) [Архівовано 24 листопада 2014 у Wayback Machine.]
- ПрикВО-Участник ликвидации последствий аварии ЧАЭС